# Morgane Dubled
Morgane Dubled (1 de julio de 1984) es una modelo francesa.

## Vida y carrera
Dubled fue descubierta a la edad de 16 años por G. Simon Chafik para Elite Model Management en su ciudad natal de Niza, Francia, en 2001.  Después de conseguir su bachillerato (sección científica), acudió a la Facultad de Medicina de Niza, pero después de un año cambio de idea y se mudó a Hypokhâgne, para estudiar en la École Normale Supérieure. Empezó a modelar para pagarse sus estudios, pero pronto su interés en la moda creció y se empezó a dedicar completamente a ello.
Desde su primer desfile en 2004, se ha convertido en una popular modelo de pasarela, desfilando para Armani, Calvin Klein, Chanel, Christian Lacroix, Dolce & Gabbana, Dior, Elie Saab, Emanuel Ungaro, Fendi, Gucci, Hermès, Jean-Paul Gaultier, John Galliano, Lacoste, Lanvin, Kenzo, Marc Jacobs, Marc de Marc Jacobs, Michael Kors, Nina Ricci, Ralph Lauren, Sonia Rykiel, Stella McCartney, Versace, y Viktor & Rolf.
Ha hecho trabajos editoriales para Terry Richardson, Craig McDean, Mark Abrahams, John Akehurst, Eric Maillet, David Sims. Ha aparecido en la portada de la Vogue rusa y ha realizado campañas para Dior, Dolce & Gabbana, just Cavalli,  Jean-Paul Gaultier, y Rochas.
Ha participado en los Victoria's Secret Fashion Shows de 2005 a 2008.
Desde 2009, ha desfilado solo en la Paris Fashion Week (y costura).

### Agencias
- Viva Paris (agencia madre)
- DNA New York
- Why Not Milan